# Viktorija Volčkova
Viktorija Evgen'evna Volčkova (in russo Виктория Евгеньевна Волчкова?; Leningrado, 30 luglio 1982) è un'ex pattinatrice artistica su ghiaccio russa. Ha vinto quattro bronzi al Campionato europeo fra il 1999 e il 2002 e il bronzo alla finale del Grand Prix nel 2022. Nella categoria juniores aveva vinto due bronzi al Campionato del mondo e un oro alla Finale del Grand Prix fra il 1997 e il 1999.

## Risultati
GP: Grand Prix; JGP: Junior Grand Prix
| [ 1 ]                     | [ 1 ]   | [ 1 ]   | [ 1 ]   | [ 1 ]   | [ 1 ]   | [ 1 ]   | [ 1 ]   | [ 1 ]   | [ 1 ]   | [ 1 ]   | [ 1 ]   |
| Evento                    | 1996–97 | 1997–98 | 1998–99 | 1999–00 | 2000–01 | 2001–02 | 2002–03 | 2003–04 | 2004–05 | 2005–06 | 2006–07 |
| ------------------------- | ------- | ------- | ------- | ------- | ------- | ------- | ------- | ------- | ------- | ------- | ------- |
| Giochi olimpici invernali |         |         |         |         |         | 9°      |         |         |         |         |         |
| Campionati mondiali       |         |         | 10°     | 6°      | 6°      | 7°      | 5°      | 15°     |         |         |         |
| Campionati europei        |         |         | 3°      | 3°      | 3°      | 3°      | 8°      |         |         | 9°      |         |
| GP Finale                 |         |         |         | 6°      |         |         | 3°      |         |         |         |         |
| GP Cup of China           |         |         |         |         |         |         |         | 7°      | 2°      |         |         |
| GP Cup of Russia          |         |         |         |         | 5°      | 2°      | 1°      |         |         |         | 8°      |
| GP Lalique                |         |         |         | 2°      | 2°      | 4°      |         |         |         |         |         |
| GP NHK Trophy             |         |         |         | 2°      |         |         |         |         | 5°      |         |         |
| GP Skate America          |         |         |         |         | 4°      | 3°      | 6°      | 6°      |         |         | R       |
| GP Skate Canada           |         |         |         |         |         |         | 3°      |         |         |         |         |
| Goodwill Games            |         |         | 3°      |         |         | 7°      |         |         |         |         |         |
| Finlandia Trophy          |         |         | 2°      |         |         | 3°      |         |         |         |         |         |
| Golden Spin               |         |         |         | 1°      |         |         |         |         |         |         |         |
| Schäfer Memorial          |         |         |         |         |         |         |         |         | 1°      |         |         |
| Internazionali: Junior    |         |         |         |         |         |         |         |         |         |         |         |
| Campionati mondiali       |         | 3°      | 3°      |         |         |         |         |         |         |         |         |
| JGP Finale                |         |         | 1°      |         |         |         |         |         |         |         |         |
| JGP Slovacchia            |         | 1°      | 1°      |         |         |         |         |         |         |         |         |
| JGP Ucraina               |         | 1°      | 1°      |         |         |         |         |         |         |         |         |
| Nazionali                 |         |         |         |         |         |         |         |         |         |         |         |
| Campionati russi          | 7°      | 5°      | 3°      | 3°      | 2°      | 3°      | R       | 6°      | R       | 2°      | 5°      |